# ¿Chico o chica? (película de 1926)
¿Chico o chica? (italiano: L'ultimo Lord) es una comedia cinematográfica muda italiana de 1926 dirigida por Augusto Genina, en la que intervino el actor español Bonaventura Ibáñez. 
Versión cinematográfica de la obra de teatro homónima de Ugo Falena, Genina volvió a rodar el mismo argumento como película sonora en 1932.

## Reparto
Por orden alfabético
- Oreste Bilancia
- Carmen Boni
- Bonaventura Ibáñez
- Arnold Kent
- Carlo Tedeschi
- Gianna Terribili-Gonzales

## Argumento
El viejo duque de Kilmarnock, misógino irremediable, conserva un secreto doloroso: su único hijo, enamorado de una bailarina, se había marchado hace muchos años antes y había muerto lejos. Cuando su administrador descubre que el único descendiente del duque es un realidad una joven de diecisiete años, la convence para que se vista como un hombre antes de presentarse ante su abuelo, a quien consigue engañar. Sin embargo, la llegada de la princesa de Dinamarca, que según el protocolo debe ser recibida por una dama de la familia, obliga a que la protagonista le de la bienvenida llevando llevando un hermoso vestido femenino. Gracias a una providencial gota que confina en la cama al viejo abuelo, entre el príncipe Cristiano, hijo de la noble señora, y la nieta del duque nacerá el amor.